# 1997年砂拉越手足口症疫情
1997年砂拉越手足口症疫情，是于1997年4月到6月在马来西亚砂拉越州爆发的手足口症疫情，影响了该州600名儿童。据估计该病毒造成28到31名儿童死亡。